# Xaver Seidemann

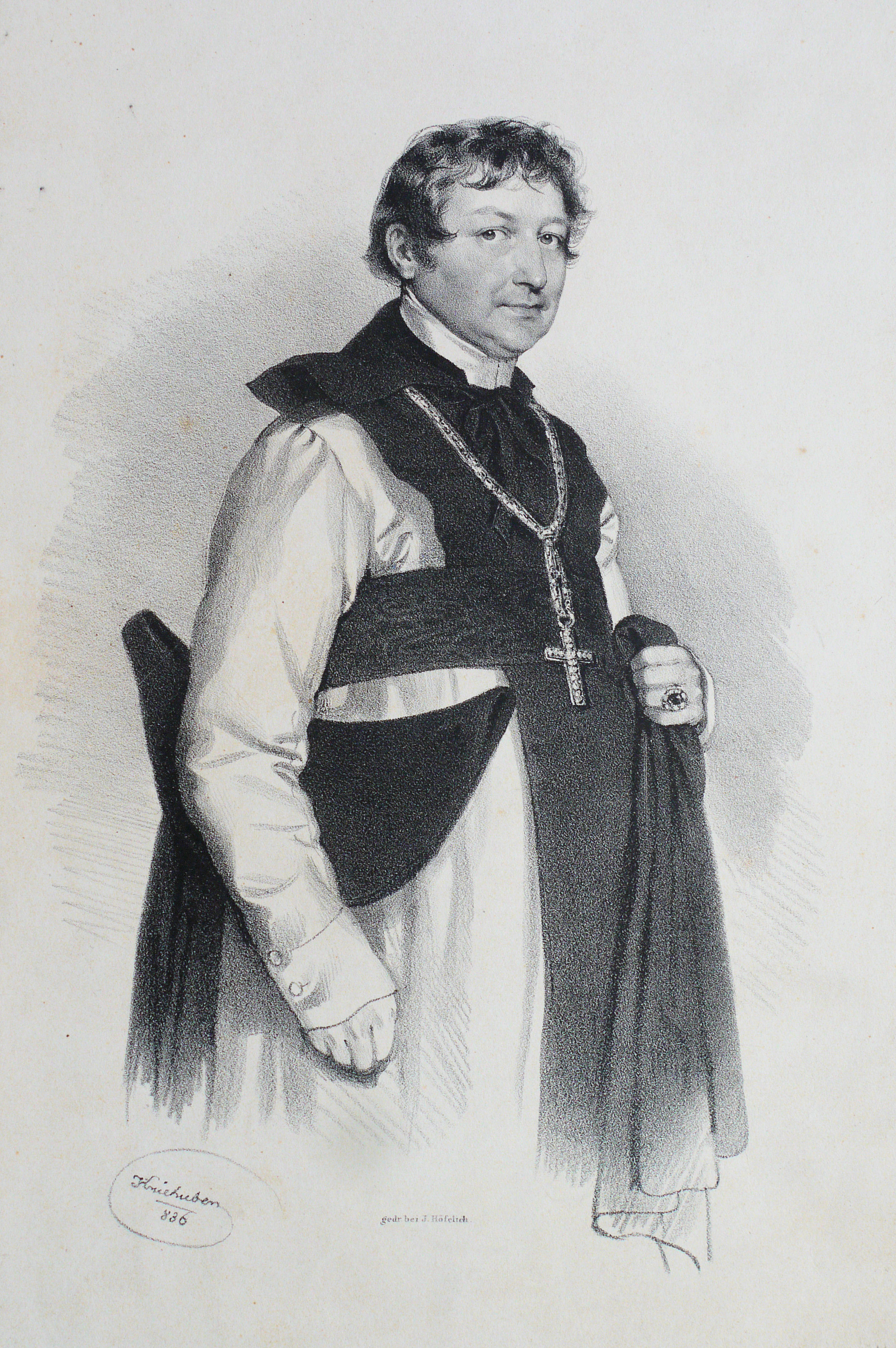
Franz Xaver Seidemann Lithographie von Josef Kriehuber, 1836

Xaver Seidemann OCist (* 15. Mai 1781 in Rackendorf, Ungarn als Franz Seidemann; † 7. Jänner 1841 in Wien) war ein österreichischer Zisterzienser und 60. Abt des Stiftes Heiligenkreuz.

## Leben
Am 3. Oktober 1801 wurde er in Heiligenkreuz eingekleidet, am 21. Oktober 1804 legte er die Gelübde ab und primizierte am 7. April 1806. Er wirkte von 1807 bis 1812 als Pfarrverweser in Trumau, bekleidete 1812 bis 1816 die Ämter eines Kämmerers und Küchenmeisters und war von 1812 bis 1816 auch Kastner und Kellermeister. Außerdem verwaltete er von 1817 bis 1824 das Gut Niederleis. Am 28. Juli 1824 wurde er zum Abt gewählt und am folgenden Tag benediziert.